# Nurbanu
Nurbanu (als Cecilia Venier-Baffo geboren; * 1525 auf Paros; gestorben: 1583 in Istanbul) war die Favoritin des osmanischen Prinzen und Sultans Selim II. und Mutter des späteren Sultans Murad III. Als Valide Sultan hatte sie im Osmanischen Reich großen Einfluss.

## Leben
Cecilia Venier-Baffo wurde 1525 auf der griechischen Insel Paros geboren, einer Kolonie der Republik Venedig. Sie war die Tochter des Statthalters von Paros, Nicolo Venier, der 1507 eine Frau namens Santana geheiratet hatte. Aus dieser Ehe stammte ein Sohn namens Andrea. Cecilia dagegen stammte aus einer Affäre des Vaters mit Violanta Baffo. Es gibt auch Hypothesen, nach der sie Jüdin oder Griechin gewesen sei.
Als Kind bekam sie eine gute Bildung und Erziehung, die sie für ihr späteres Leben brauchen konnte.
Über ihren Vater war Nurbanu mit Sebastiano Venier verwandt, der 1577/1578 Doge von Venedig war, auch soll sie verwandt mit dem erst später geborenen Dichter Giorgio Baffo (1694–1768) gewesen sein.
Piraten entführten Cecilia Venier-Baffo als Achtjährige von Paros. Bald kam sie an den Hof des Sultans. Wie viele versklavte Mädchen wurde sie zunächst im Harem ausgebildet und später zur Favoritin des Prinzen Selim, des späteren Sultans Selim II.
Wie ihre Schwiegermutter Roxelane errang sie in den folgenden Jahren den Rang der Favoritin des Sultans. Ihre hauptsächliche Konkurrentin war die zweite Frau Selims, Selimiye Haseki und ihr Sohn Prinz Abdullah. Daneben hatte Selim noch andere Prinzen von anderen Frauen, aber alle wurden 1574 bei der Thronbesteigung Nurbanus Sohnes hingerichtet. Sie festigte die Macht ihres Sohnes schon zu Zeiten als Kronprinz, so dass er als Murat III. schließlich auch der Nachfolger Selims wurde.

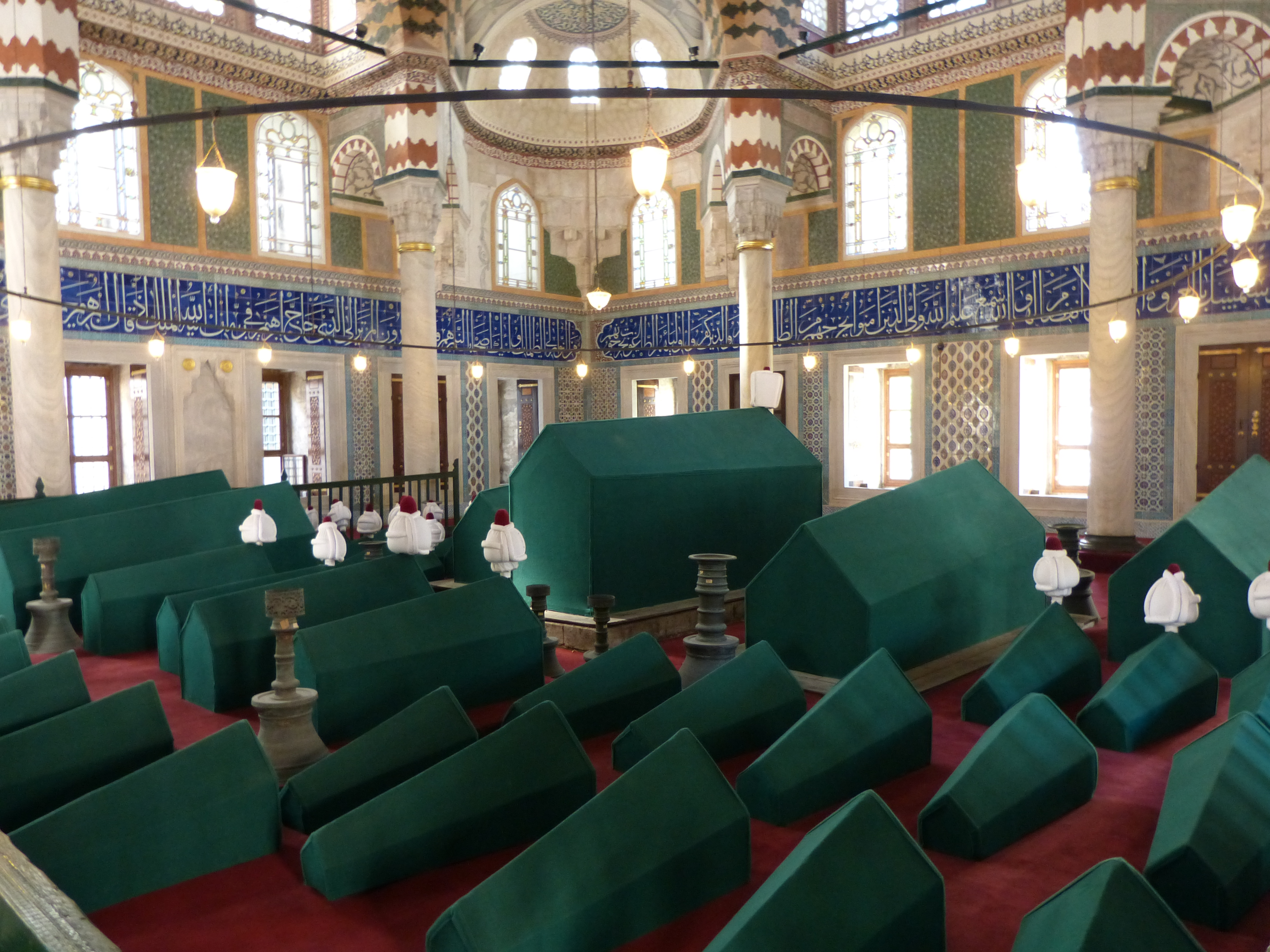
Grab des Sultans Selim II. in der Hagia Sophia, in dem Sarg neben ihm liegt die Nurbanu, Cecilia Venier

Die Zeit Nurbanus am türkischen Hof war geprägt von der sogenannten Weiberherrschaft. Wie Roxelane war sie eine der ersten osmanischen Frauen, die sich um die Politik kümmerten. Nurbanus Politik war pro-venezianisch, sie hatte eine gute Beziehung zu ihrem Heimatland. Als De-facto-Machthaberin sorgte sie mit einem Friedensvertrag für das Ende des im Jahre 1570 angefangenen Venedig-Krieges. Daneben stand sie unter anderem im Briefkontakt mit der französischen Königin Katharina von Medici, welche eine wichtige Verbündete gegen Spanien war. Hier spielte Ester Handali, die kira (Sekretärin) Nurbanus, eine sehr wichtige Rolle.
Nach dem großen Brand von 1569 half Nurbanu bedürftigen Leuten, die obdachlos geworden waren. 1583 wurde eine von ihr gestiftete Moschee fertiggestellt. Im selben Jahr verstarb sie.

## Kinder
Nurbanu und Selim hatten fünf bekannte Kinder:
- İsmihan Sultan (1544–1585)
- Murad III (1546–1595)
- Gevherhan Sultan (1548–1580)
- Sah Sultan (1548–1602)
- Fatma Sultan (1548–1580)